# TM-2600-R
El TM-2600-R es un motor de cuatro tiempos, enfriado por aire, de aspiración natural, diseñado por la empresa Tecnomag I+D. Su arquitectura es de seis cilindros opuestos (motor bóxer), doble árbol de levas a la cabeza (DOHC) por trasmisión a cadena y doble válvula por cilindro. Tiene una cilindrada de 2600cc. Posee cárter seco, bomba de aceite, regulador de presión y reductor de hélice integrado al cárter. Adicionalmente, incorpora en su parte inferior el múltiple de admisión con soporte para la fijación de un carburador ascendente tipo Marvel-Schebler. En su parte posterior cuenta con una caja de accesorios que soporta el generador de energía eléctrica, la bomba de nafta y una base estándar para la colocación de un magneto dual. Opcionalmente puede ser equipado con bujías automovilísticas y doble distribuidor en la versión experimental. 

## Desarrollo
El TM-2600-R fue diseñado a partir de la arquitectura, de doble árbol a la cabeza, que permite incorporar doble bujía aeronáutica en una cámara de combustión hemisférica, otorgándole al mismo un sistema de encendido redundante en total cumplimiento de la norma aeronatutica regulada por la Federal Aviation Regulations en su apartado Part 33 (Airworthiness Standards: Aircraft Engines). Esta solución, única en motores aeronáuticos de baja cilindrada, será ofrecido al mercado con un producto de gran eficiencia y calidad aeronautica siguiendo los mejores estándares internacionales basados en la seguridad del vuelo. 
Actualmente, el TM-2600-R se encuentra en un proceso de evaluación, a esacala prototipo, para la verificación de sus capacidades y prestaciones con el objetivo de realizar el estudio de viabilidad del prodcuto. La empresa tiene previsto comenzar la producción seriada y posterior comercialización, en una primera etapa para aviones experimentales y, en una segunda etapa, en categoría certificada. La potencia máxima esperada en su primera versión es de 120 caballos (121,7 CV), sin embargo está proyectado alcanzar los 150 Hp en futuras versiones.
El motor TM-2600-R será fabricado y comercializado bajo licencia por la organización Magallanes – Motores de Aviación mediante acuerdos de transferencia tecnológica realizados.

## Especificaciones (TM-2600-R)

### Características Generales
- Configuración: Seis cilindros opuestos (bóxer)[5]
- Cilindrada: 2600 cm³ (158,7 plg³)
- Diámetro: 85,5 mm (3,4 plg)
- Carrera: 76 mm (3 plg)
- Potencia: Máxima de despegue 120 HP (89,5 kW) a 5,200 rpm, con 5 minutos máximos permitidos; 100 HP (74,6 kW) continuo

### Componentes
- Carburador: Marvel Schebler
- Admisión: por carburador ascendente
- Tipo de Combustible: nafta de alto octano, moto-nafta
- Sistema de enfriamiento:  Aire
- Reductor de Hélice incorporado en el cárter
- Bujías: aeronáuticas de 18 mm de diámetro rosca larga
- Sistema de Encendido: magneto dual o doble distribuidor
- Bloque: Cárter seco
- Distribución: por cadena